# باري هارتل
باري هارتل (بالإنجليزية: Barry Hartle)‏ هو لاعب كرة قدم بريطاني في مركز الهجوم، ولد في 8 أغسطس 1939 في سالفورد في المملكة المتحدة. لعب مع أولدهام أثلتيك وستوكبورت كونتي وشيفيلد يونايتد وماكليسفيلد تاون ونادي ساوثبورت ونادي كارلايل يونايتد ونادي هايد إف سي ونادي واتفورد ونادي ويتون ألبيون.